# شینساکو موچیدومه
شینساکو موچیدومه (انگلیسی: Shinsaku Mochidome؛ زادهٔ ۲۹ آوریل ۱۹۸۸) بازیکن فوتبال اهل ژاپن است.